# Lodi
Lodi (latinsky Laus Pompeia) je město v Lombardii, ležící na řece Adda. Je hlavním městem provincie Lodi.

## Historie
Bylo pojmenováno zřejmě podle konzula Gnaea Pompeia Strabona, otce Pompeia Velikého. Od 4. století bylo sídlem biskupa. V roce 1158 bylo město zničeno; na původním místě ho znovu vybudoval Friedrich I. Barbarossa. 10. května 1796 porazil Napoleon Bonaparte vojska Habsburské monarchie v Bitvě u Lodi.

## Sousední obce
Boffalora d'Adda, Cornegliano Laudense, Corte Palasio, Dovera (CR), Lodi Vecchio, Montanaso Lombardo, Pieve Fissiraga, San Martino in Strada, Tavazzano con Villavesco

## Vývoj počtu obyvatel
Zdroj: 

## Partnerská města
- Kostnice, Německo
- Lodi, Kalifornie, USA
- Omegna, Itálie